# Frisco Kid
Frisco Kid – amerykański western komediowy z 1979 w reżyserii Roberta Aldricha. Główne role zagrali Gene Wilder i Harrison Ford.

## Główne role
- Gene Wilder – Avram Belinski
- Harrison Ford – Tommy Lillard
- William Smith – Matt Diggs
- George DiCenzo – Darryl Diggs
- Ramon Bieri – pan Jones
- Val Bisoglio – Szara Chmura, wódz Indian
- Leo Fuchs – Najwyższy rabin
- Penny Peyser – Rosalie Bendel
- Beege Barkette – Sarah Mindl
- Jack Somack – Samuel Bender
- Shay Duffin – O’Leary
- Vincent Schiavelli – brat Bruno, zakonnik, który złamał śluby milczenia
- Ian Wolfe – o. Joseph

## Fabuła
W połowie XIX wieku Avram Belinski przybywa z Polski do Pensylwanii na zjazd rabinów. Rabin jest młody i nie brak mu odwagi, ale nie jest przygotowany na to, co może się wydarzyć na Dzikim Zachodzie. W drodze towarzyszy mu Tommy – pechowy złodziej. Obaj ściągają na kark zarówno Indian, jak i policję.